# Robert Sánchez
Robert Lynch Sánchez (ur. 18 listopada 1997 w Kartagenie) – hiszpański piłkarz angielskiego pochodzenia występujący na pozycji bramkarza w angielskim klubie Chelsea oraz w reprezentacji Hiszpanii. 
Wychowanek Levante, w trakcie swojej kariery grał także w takich zespołach jak Brighton & Hove Albion, Forest Green Rovers oraz Rochdale.